# Liste der Bodendenkmale in Bückeburg
In der Liste der Bodendenkmale in Bückeburg  sind die Bodendenkmale der niedersächsischen Gemeinde Bückeburg  aufgeführt. Die Quelle ist der Denkmalatlas Niedersachsen. 

Bückeburg im Landkreis Schaumburg

Der Stand der Liste ist der 23. Januar 2025.

## Allgemein
In den Spalten finden sich folgende Informationen des Bodendenkmales:
| Lage         | geographische Koordinaten                                                           |
| Bezeichnung  | Bezeichnung lt. Denkmalatlas                                                        |
| Beschreibung | Beschreibung lt. Denkmalatlas                                                       |
| ID           | Objekt-ID                                                                           |
| Bild         | Bild, ggf. zusätzlich mit Link zu weiteren Fotos im Medienarchiv Wikimedia Commons. |

## Baum
| Lage                       | Bezeichnung        | Beschreibung | ID       | Bild           |
| -------------------------- | ------------------ | --- | -------- | -------------- |
| 52° 19′ 23″ N, 9° 3′ 35″ O | Baum 9, Pflanzkamp | Forstwirtschaftlicher Pflanzkamp oder Viehgehege zur Waldhude. Rechteckige Anlage mit Wall und außen vorgelagertem Graben. L. 120 m, Br. 70 m, Wallsohlbr. bis 3,50 m, H. bis 0,60 m. Grabenbr. bis 1,50 m, T. bis 0,50 m. Abgerundetes Profil. Sehr gut erhalten. | 28969001 | BW             |
| 52° 20′ 26″ N, 9° 3′ 57″ O | Baum 1, Landwehr   | Teilstück der spätmittelalterlichen Schaumburger Landwehr, bestehend aus zwei Wällen, die im Abstand von 25 – 100 m annähernd parallel zueinander verlaufen. Dem westlichen Wall ist im Westen ein Graben vorgelagert, dem östlichen Wall im Osten. - Teilstück ID: 28919010 - Teilstück ID: 28919016 | 28968997 | Weitere Bilder |
| 52° 20′ 51″ N, 9° 4′ 33″ O | Baum 2, Landwehr   | Landwehr mit doppeltem Wall- und dreifachen Grabenverlauf. Wallsohlbr. bis 5 m, H. bis 0,80 m. Grabenbr. bis 2,50 m, T. bis 0,60 m. Abgerundetes bis schwach trapezförmiges Profil. Mit großer Wahrscheinlichkeit gehört dieses Teilstück zur Schaumburger Landwehr. - Teilstück ID: 51816724 | 28968996 | BW             |
| 52° 20′ 18″ N, 9° 4′ 14″ O | Baum 3, Landwehr   | Ein Wall mit teilweise zwei flachen Gräben. Rundes bis trapezförmiges Profil. Mit großer Wahrscheinlichkeit zur Schaumburger Landwehr gehörig. Stratigrafisch interessant ist das Verhältnis von Wölbäckern zu den Landwehrsegmenten. Zumindest der kleinere, innere Teil der Landwehr sowie die möglicherweise zugehörigen, rückverlagerten Stränge der Landwehr schneiden definitiv an verschiedenen Stellen die somit älteren Wölbäcker. - Teilstück ID: 40377156 - Teilstück ID: 40377177 | 28968998 | BW             |
| 52° 19′ 41″ N, 9° 3′ 8″ O  | Baum 5, Landwehr   | Teilstück ID: 28919011 - Teilstück ID: 28919017 | 28919019 | BW             |

## Bückeburg
| Lage                       | Bezeichnung                    | Beschreibung | ID       | Bild           |
| -------------------------- | ------------------------------ | --- | -------- | -------------- |
| 52° 15′ 32″ N, 9° 2′ 41″ O | Bückeburg 1, Schloss Bückeburg | Das heutige, vierflügelige Schloss liegt auf einer annähernd trapezförmigen Insel, die von einer 15 – 35 m breiten Gräfte umgeben ist. Von der mittelalterlichen Wasserburg sind noch der Bergfried im Nordosten, die Außenmauern der westlich anschließenden Kapelle und Teile des Palas im Südflügel des heutigen Schlosses vorhanden. Der Bergfried besitzt die Außenmaße von 12,2 × 14,2 m bei einer Mauerstärke von 3 m. Im Zustand des Jahres 1780 besaß er zwei spitz gewölbte Unter- und drei Obergeschosse. | 28968999 | Weitere Bilder |

## Evesen
| Lage                      | Bezeichnung        | Beschreibung | ID       | Bild           |
| ------------------------- | ------------------ | --- | -------- | -------------- |
| 52° 17′ 5″ N, 9° 0′ 47″ O | Evesen 1, Hus Aren | Niederungsburg. Im Gelände ist heute ein ca. 0,5 m hoher, ovaler Hügel von 85 × 55 m Größe erhalten. Im Süden ist noch schwach der umgebende Graben von 5–10 m Breite erkennbar. Zudem hat noch ein äußerer Graben bestanden. In der Geomagnetik ist eine Zweiteilung des Burghügels in einen größeren ost- und einen kleineren Westteil zu erkennen, ohne dass erkennbar ist, worauf dies beruht. Die Messung erbrachte außerdem zwei schmale, umlaufende Strukturen, die möglicherweise zwei Befestigungslinien in 4 – 5 m Abstand darstellen. | 28968988 | Weitere Bilder |